# Břežany (Wüstung)
Břežany ist eine Wüstung auf dem Gebiet der Gemeinde Volárna im Okres Kolín, Tschechien.

## Lage
Die Wüstung Břežany befindet sich westlich von Volárna auf halbem Wege nach Karolín.

## Geschichte
Die erste urkundliche Erwähnung von Břežany erfolgte im Jahre 1273 zusammen mit Chrášťany, Ovčáry und Heindrichov in einer Schutzurkunde des Papstes Gregor X. für die Dörfer des Klosters Strahov. Břežany gehörte zu den größten und reichsten Dörfern des Klosters, zu Beginn des 15. Jahrhunderts waren die Einnahmen von Břežany die zweithöchsten. Im Strahover Urbar von 1410 sind für Břežany ein Klosterhof, eine Mühle, eine Schenke, 26 Bauern sowie mehrere Chalupner aufgeführt. Das Dorf umfasste 25 Huben Ackerland und den Wald Březská huť. Als zu Beginn der Hussitenkriege ein ungarisches Söldnerheer König Sigismunds Ende 1420 die Gegend nördlich von Kolín verwüstete, erlosch Břežany.
Im Jahre 1436 überschrieb König Sigismund das wüste Dorf als Teil der Herrschaft Kolín an Bedřich von Strážnice. Hynko von Münsterberg, der die Herrschaft 1474 von seinem Bruder Viktorin erworben hatte, ließ um 1475 auf den Fluren des erloschenen Dorfes den Fischteich Bačovský rybník anlegen. Mit einer Ausdehnung von 635 Joch 752 Quadratklaftern gehörte der flache Teich zu den flächengrößten der Herrschaft Kolín. Im Jahre 1475 wurde zur Zuführung von Wasser aus der Cidlina bei Sány der Graben Bačovský náhon (Sánská Bačovka) angelegt. Im 18. Jahrhundert war der Bačovský rybník gänzlich verschlammt und sein Grund mit Sauergras bewachsen, so dass seine weitere Nutzung unrentabel war. In der zweiten Hälfte des 18. Jahrhunderts wurde die Teichstätte sukzessive trockengelegt und die Ufer als Weidefläche genutzt. 1778 wurde auf der ehemaligen Teichstätte das Dorf Freudeneck (Volárna) angelegt. Heute befinden sich auf dem Gelände des Teiches zudem der Hof Karolín und der Wald Bačovský les.